# Texugo-americano
O texugo-americano (Taxidea taxus) é um mustelídeo norte-americano que possui pelagem acinzentada, cortada no dorso por uma faixa longitudinal branca e que se alimenta de pequenos animais.